# Wide Open Spaces (película de 1947)
Wide Open Spaces es una caricatura corta del Pato Donald de 1947, producida por Walt Disney Productions y dirigida por Jack King, siendo lanzada originalmente por RKO Radio Pictures.

## Trama
El corto comienza tarde en la noche frente al "Hold-Up Motel" donde Donald, que está exhausto y busca un lugar donde dormir, se detiene para pasar la noche allí. El dueño del motel le informa que todas las camas están ocupadas y que la única opción que tiene es dormir afuera en la cuna del porche. Donald acepta, pero antes de que pueda subirse al catre, el dueño del motel añade que cuesta 16 dólares, lo que hace que Donald se niegue de plano y le haga un nudo en el brazo. En respuesta a esto, el dueño del motel le da una patada a Donald mandándolo volando a su coche. 
Donald se adentra en el bosque y encuentra un lugar donde dormir en un colchón de aire. Después de luchar para inflar el colchón (fallando dos veces con una bomba de neumáticos antes de salir volando él mismo), Donald se prepara para descansar pero le molesta una roca debajo del colchón. Arroja la roca lejos enviándola a una colina, donde causa una reacción en cadena que envía una enorme roca hacia Donald, quien se despierta y entra en pánico tratando de escapar en su auto. La roca lo aplasta contra un árbol y el vehículo de Donald se convierte en un Ford Modelo T de 1910. 
Donald vuelve a la cama y se duerme. Pero mientras ronca infla el colchón con su respiración sin darse cuenta, lo que hace que el colchón empuje a Donald sobre un acantilado y hacia el río que pasa por debajo. Donald continúa durmiendo bajo el agua junto a un gran pez dormido que aspira la cabeza de Donald cerca de sus mandíbulas cada vez que inhala. Donald se da cuenta de dónde está solo cuando él y el pez luchan por la manta y nada hacia la orilla, para asombro del pez. 
La rama elástica de un pino cercano molesta a Donald mientras duerme y es golpeado por ella cuando intenta apartarla. Enojado, Donald fija una rama seca del árbol bajo la rama del pino para mantenerla alejada. Sin embargo, mientras Donald duerme, sus exhalaciones hacen que la rama seca del árbol pierda su agarre en la rama del pino, haciendo que golpee la bomba (con la manguera todavía unida a la válvula del colchón) y se tambalee hacia arriba y hacia abajo con la manija, bombeando rápida y fuertemente. Esto hace que el colchón de Donald se infle excesivamente hasta que despega, desinflándose mientras Donald sigue durmiendo. 
A medida que el colchón se desinfla en el aire mental, lo impulsa todo el camino hasta que aterrizaje en el motel Hold-Up justo en la cuna de su porche. El dueño sale, creyendo que Donald ha pasado toda la noche en la cuna, y le pide los 16 dólares, que Donald da  sin darse cuenta pues está medio dormido. Justo después de pagar, expira el tiempo para usar la cuna, por lo que el dueño del motel empuja a Donald fuera del porche y lo hace acostarse en un cactus. A pesar de eso, Donald sigue durmiendo. 

## Créditos
- Dirección - Jack King
- Animación: Don Towsley, Paul Allen, Emery Hawkins, Sandy Strother
- Historia - MacDonald MacPherson, Jack Huber
- Voces - Clarence Nash (Pato Donald), Billy Bletcher (propietario del motel)[2]
- Música - Oliver Wallace
- Diseño - Don Griffith
- Antecedentes: Howard Dunn